# Andrzej Seremak
Andrzej Seremak – polski niepełnosprawny pływak, czterokrotny medalista paraolimpijski.

## Życiorys
Miał niedowład nóg w wyniku przebycia choroby Heinego-Medina. Był zawodnikiem klubu sportowego Start Poznań. 
Uczestnik Letnich Igrzysk Paraolimpijskich 1972 w Heidelbergu, na których wywalczył jeden złoty i trzy srebrne medale (kategoria numer 3). Zwyciężył w wyścigu na 50 m stylem klasycznym. Na tym samym dystansie zdobył srebrne medale w stylu grzbietowym i dowolnym, a także w sztafecie 3 × 50 m stylem zmiennym 2–4 (wespół z Mirosławem Deręgowskim i Stanisławem Mosurkiem). Zajął 23. miejsce w Plebiscycie 40-lecia na 10 Najwybitniejszych Sportowców z Niepełnosprawnością – Medalistów Igrzysk Paraolimpijskich w latach 1972–2012, organizowanym przez fundację Sedeka.
Wyemigrował do RFN.